# Proflavina
La proflavina, también llamada diaminoacridina, es un derivado de la acriflavina, un desinfectante bacteriostático contra muchas bacterias grampositivas. Se ha utilizado en forma de sales de dihidrocloruro y hemisulfato como antiséptico tópico, y antiguamente se utilizaba como antiséptico urinario.
También se sabe que la proflavina tiene un efecto mutagénico en el ADN al intercalarse entre los pares de bases del ácido nucleico. Se diferencia de la mayoría de los demás componentes mutagénicos por provocar supresiones de pares de bases o inserciones de pares de bases y no sustituciones. En presencia de la luz, la proflavina puede inducir roturas de doble cadena en el ADN.
La proflavina absorbe fuertemente en la región azul a 445 nm (en agua a pH 7) con un coeficiente de extinción molar de c. 40.000.